# Gynacantha croceipennis
Gynacantha croceipennis là loài chuồn chuồn trong họ Aeshnidae. Loài này được Martin mô tả khoa học đầu tiên năm 1897.